# Waar ik vandaan kom
Waar ik vandaan kom is een lied van de Nederlandse rapper Lil' Kleine. Het werd in 2021 als single uitgebracht en stond in hetzelfde jaar als tweede track op het album Kleine.

## Achtergrond
Waar ik vandaan kom is geschreven door Monsif Bakkali en Jorik Scholten en geproduceerd door Bakkali. Het is een lied uit het genre nederhop. Het is een lied waarin de rapper zingt over zijn geld; hoe hij er aan is gekomen, wat hij er mee doet en er mee gaat doen. De single was de eerste solosingle van de rapper in 2021 en was de voorloper van het album Kleine. Op de B-kant van de single is een instrumentale versie van het lied te vinden. 

## Hitnoteringen
De rapper had bescheiden succes met het lied in de Nederlandse hitlijsten. Het lied piekte op de zeventiende plaats van de Single Top 100 en stond zes weken in deze lijst. De Top 40 werd niet bereikt, maar het kwam tot de zeventiende plek van de Tipparade.